# Dương Thị Bích Hạnh
Dương Thị Bích Hạnh là một nghệ sĩ ưu tú, nghệ sĩ vĩ cầm người Việt Nam. Bà được nhà nước Việt Nam phong tặng danh hiệu nghệ sĩ ưu tú vào năm 2015 và hiện đang công tác tại nhà hát ca múa nhạc Quân đội, trực thuộc Bộ Quốc phòng Việt Nam.